# Made in Stoke 24/7/11
Made in Stoke 24/7/11 è il secondo album dal vivo del chitarrista statunitense Slash, pubblicato nel novembre 2011 dalla Eagle Rock Entertainment.

## Descrizione
Realizzato con la partecipazione del cantante Myles Kennedy, l'album è stato registrato durante il primo tour di Slash da solista a Stoke, in Inghilterra, al Victoria Hall il 24 luglio 2011 e pubblicato dalla Armoury Records (una divisione dell'Eagle Rock Entertainment) il successivo 14 novembre come live album e DVD. 
Oltre a brani estratti dall'album di Slash, Made in Stoke include anche brani originariamente interpretati dalle precedenti band del chitarrista, come Guns N' Roses, Slash's Snakepit e Velvet Revolver.

## Tracce
1. Been There Lately – 4:34
2. Nightrain – 5:02
3. Ghost – 3:43
4. Mean Bone – 4:01
5. Back from Cali – 3:36
6. Rocket Queen – 9:21
7. Civil War – 8:06
8. Nothing to Say – 7:27
9. Starlight – 5:45
10. Promise – 3:59
11. Doctor Alibi – 3:45
12. Speed Parade – 3:58
13. Watch This – 3:39
14. Beggars & Hangers-On – 6:29
15. Patience – 5:45
16. Godfather Solo – 10:31
17. Sweet Child o' Mine – 6:28
18. Slither – 7:34
19. By the Sword – 4:36
20. Mr. Brownstone – 4:41
21. Paradise City – 9:13

## Formazione
- Slash – chitarra solista, cori
- Myles Kennedy – voce e chitarra ritmica in Nothing to Say e Watch This
- Bobby Schneck – chitarra ritmica, cori
- Todd Kerns – basso, cori e voce in Doctor Alibi
- Brent Fitz – batteria